# Svobodní
Svobodní (română Liberi), până în 2019 cunoscut sub numele de Partidul Cetățenilor Liberi (cehă Strana svobodných občanů), este un partid politic clasic liberal și de dreapta-libertarian, Eurosceptic în Republica Cehă fondată în 2009 de Petr Mach, un economist și profesor de macroeconomie. Înainte de a-și asuma poziția de europarlamentar, Mach a predat economia la VŠFS și VŠEM (două colegii private de afaceri din Praga). Partidul este condus de Libor Vondráček.
Svobodní a participat la alegerile pentru Parlamentul European din 2009 în Republica Cehă. Platforma sa a solicitat un referendum pentru introducerea euro în Republica Cehă și respingerea Tratatului de la Lisabona. Partidul a negociat fără succes cu Declan Ganley pentru a se alătura mișcării sale Libertas în toată Uniunea Europeană.. Simbolul său este conturul coarnelor berbecului în verde. După alegerile din Parlamentul European 2014, eurodeputatul partidului s-a alăturat grupului Europa Libertății și Democrației Directă (EFDD). Partidul este membru al Alianței Internaționale a Partidelor Libertariene și Interlibertarienilor.
Câțiva consilieri județeni au participat cu succes la votul partidului de la alegerile locale din 2010, deoarece treizeci și opt de consilieri au deținut funcții, în principal în orașe și orașe mici. Partidul a câștigat candidații la alegerile locale din 2014, crescând numărul de consilieri. Există consilieri aleși în districtele orașelor (Praga 3, Praga 18 și Brno-Slatina) și orașele (Chrudim, Hodonín și Kutná Hora).

## Filozofie
Partidul poate fi descris ca libertarian, care se opune implicării prea ridicate a guvernului în economie și în viețile personale și a centralizării puterilor politice. Susținătorii pieței private de multe ori aderă la Școala Austriacă de economie. Ei au ca scop scăderea taxelor, restricționarea redistribuirea averilor de către stat pe cât de mult posibil și introduc un amendament constituțional care să interzică un deficit bugetar. Partidul consideră că redimensionarea guvernului ar lăsa mai puține oportunități corupției, o problemă considerabilă în politica cehă.

## Apartenență
Calitatea de membru a partidului este constituită în principal din minarchiști, anarho-capitaliști, libertarianii de dreapta și libertarienii conservatori. Există două categorii de membri, și anume membri cu drepturi depline și susținători înregistrați. Deși ambii pot vota și pot contesta alegerile primare, numai membrii pot alege conducerea partidului.
Conducerea Republicii alese (Republikove predsednictvo) este formată dintr-un președinte și patru vicepreședinți. Ei au o responsabilitate comună pentru partid și cu ajutorul consiliului fac declarații și direcționează afacerile sale politice. După fiecare alegere a Camerei Deputaților (camera inferioară a parlamentului ceh), noua conducere a partidului este aleasă.
Consiliile regionale (Krajske predsednictvo), care corespund celor 14 districte ale Cehiei, aprobă noi membri și alocă fonduri pentru campaniile locale. Consiliul Republicii (Republikovy vybor), format din 28 de membri aleși, conducerea Republicii și șefii Consiliului regional, iau decizii administrative.

## Simbol și culori
Culoarea principală a partidului, british racing green⁠(d), simbolizează libertatea. Potrivit lui Petr Mach, „libertatea este un mod de viață”. Culoarea sa secundară, violet mangan (RGB 108, 36, 123), este împărtășit cu partidul înfrățit Liberalistene din Norvegia și Partidul Independenței Regatului Unit (principalul său aliat european). Berbecul simbolizează poziția defensivă încăpățânată a partidului față de toate încercările de a suprima libertatea.

## Uniunea Europeană și Euroscepticism
Partidul, sceptic cu privire la Uniunea Europeană, nu vede o modalitate de a reforma ceea ce consideră drept un colos birocratic. Cu toate acestea, nu subliniază naționalismul și nu se opune Uniunii Europene din acest motiv.